# العيون (فلم)
العيون  (بالإنجليزية: The Eyes) هو فيلم رعب تم إنتاجه في الهند وصدر في سنة 2005. من بطولة أورميلا ماتوندكار. عرض الفيلم أول مرة في مهرجان كان 2005.

## طاقم الممثلين
- أورميلا ماتوندكار بدور ناينا شاه
- أنوج ساوني بدور الدكتور سمير باتل
- مالافيكا بدور خيمي

## الميزانية والإيرادات
رغم أن الفيلم لم يبلي حسنا في أول أسبوع إلا أنه استطاع لاحقا أن يحقق نجاحا في شباك التذاكر.

## روابط خارجية
- مقالات تستعمل روابط فنية بلا صلة مع ويكي بيانات